# Pseudoleptognathia setosa
Pseudoleptognathia setosa är en kräftdjursart som beskrevs av Jürgen Sieg 1986. Pseudoleptognathia setosa ingår i släktet Pseudoleptognathia och familjen Colletteidae. Inga underarter finns listade i Catalogue of Life.